# 特雷格罗姆
特雷格罗姆（法語：Trégrom，法語發音：[tʁeɡʁɔm]）是法国阿摩尔滨海省的一个市镇，位于该省西部，属于拉尼永区。

## 地理
特雷格罗姆（48°36'3"N, 3°24'19"W）面积16.64 平方千米，位于法国布列塔尼大區阿摩尔滨海省，该省份为法国西北部沿海省份，位于布列塔尼半岛北部，北濒大西洋英吉利海峡，西接菲尼斯泰尔省，南至莫尔比昂省，东临伊勒-维莱讷省。
与特雷格罗姆接壤的市镇（或旧市镇、城区）包括：贝利勒昂泰尔、卢阿尔加特、普卢内韦莫埃代克、普吕聚内特、勒维约马尔谢。
特雷格罗姆的时区为UTC+01:00、UTC+02:00（夏令时）。

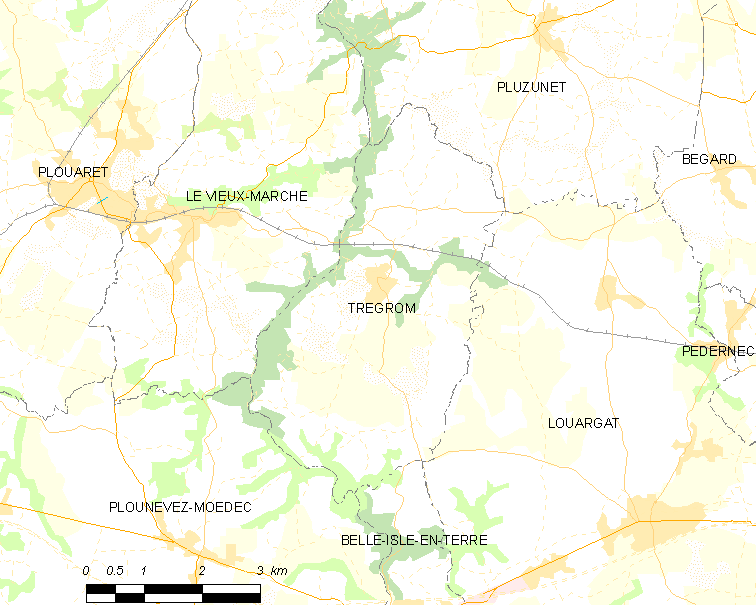
特雷格罗姆的OSM定位图

## 行政
特雷格罗姆的邮政编码为22420，INSEE市镇编码为22359。

## 政治
特雷格罗姆所属的省级选区为普莱斯坦莱格雷沃县。

## 交通
阿摩尔滨海省省道D32线和D33线在境内交汇。

## 人口

1962-2008年间特雷格罗姆人口变化图示

特雷格罗姆于2022年1月1日时的人口数量为447人。